# Kolkonjärvi (sjö i Kajanaland, lat 64,88, long 28,65)
Kolkonjärvi är en sjö i Finland. Den ligger i kommunen Suomussalmi i landskapet Kajanaland, i den centrala delen av landet, 600 km norr om huvudstaden Helsingfors. Kolkonjärvi ligger 212,2 meter över havet. Den är 11,5 meter djup. Arean är 2,13 kvadratkilometer och strandlinjen är 9,42 kilometer lång. Sjön  ingår i Uleälvens huvudavrinningsområde. 